# Swatch Group
The Swatch Group AG е швейцарска компания, най-големият в света производител на часовници (около 25% от продажбите в света).

## История
През 1930 г. компаниите Omega и Tissot се обединяват в група под названието Société suisse pour l'industrie horlogère (SSIH). Скоро след това към SSIH се присъединява Lemania Watch Co & A. Lugrin, която се е специализирала в производството на т. нар. complications (комплектоващи), възли, различни от главния часовников механизъм (фази на луната, време на изгрев и залез на слънцето, дата и подобни). По доброволна договорка Tissot се ориентира към „montres civiles“ („за гражданите“), а Omega – към „gamme de luxe“ (луксозна гама).
Като отговор на появата на SSIH през 1931 г. става обединение под егидата на Longines и Rado в групата Allgemeine Schweizerische Uhrenindustrie AG (ASUAG).
През 1983 г. SSIH и ASUAG се сливат в Société de Microélectronique et d’Horlogerie (SMH). Групата SMH, освен двете главни часовникарски асоциации на Швейцария, обединява и много независими производители: Breguet, Harry Winston, Blancpain, Glashütte Original, Jaquet Droz, Léon Hatot, Rado, Longines,UNION Glashütte, Omega, Tissot, Certina, Balmain, Calvin Klein Watches & Jewelry, Hamilton, Mido („среден диапазон“), Flik Flak и Swatch („начален диапазон“).
В групата SMH, която през 1998 г. се преименува на Swatch Group, влизат:
- ETA, най-старата компания (създадена през 1793 г.), швейцарски производител на базови часовникови механизми.
- Lémania.
- Frédéric Piguet (Фредерик Пиге), специализирала се в производството на механични механизми за престижни часовникарски компании. Компанията е основана през 1858 г. от Луи-Елис Пиге, който тогава е още начинаещ часовникар. През 1992 г. се присъединява към компанията The Swatch Group.
- Valdar (микромеханични възли за часовници).
- Comadur (рубинени оси и сапфирени стъкла).
- Nivarox (баланси, пружини и други подвижни възли за часовници).
- Meco (корони).
- Universo се специализира на производството на стрелки за часовници. Компанията се образува през 1909 г. чрез сливането на около 15 малки фабрики. През 2000 г. Universo е купена от компанията Swatch Group[2].
- Rubattel & Weyermann (циферблати).
- Lascor (калъфи и каишки).
- Favre & Perret е специализирана в производството на корпуси за часовници от престижния клас. Компанията е основана през 1865 г. През 1999 г. фабриката е купена от компанията Swatch Group, което позволява през 2001 г. да се разширят производствените мощности и да се обзаведе предприятието със съвременно оборудване.
- Georges Ruedin (калъфи).
- EM Microelectronic-Marin (миниатюрни микросхеми).
- Oscilloquartz SA (кварцови генератори).
- Micro Crystal (микрогенератори), Renata (миниатюрни батерийки).
- Lasag (лазерно промишлено оборудване).
- Swiss Timing Ltd. (оборудване за спортно хронометририране).

## Собственици и ръководство
Основен акционер на компанията е семейство Хайек. Генерален директор е Ник Хайек-младши.

## Дейност
Swatch Group произвежда часовници с марките Breguet, Harry Winston, Blancpain, Glashütte Original, Jaquet Droz, Leon Hatot, Omega, Longines, Rado, Union Glashütte, Tissot, Balmain, Certina, Mido, Hamilton, CK Watch, Swatch, Flik Flak. Swatch Group има широк спектър от продукция с ясно изградена маркетингова позиция – от луксозни марки (Breguet, Blancpain) до масови (Swatch, Flik Flak). В групата влизат и редица компании, извършващи изследователска дейност, произвеждащи механизми и различни части за часовници. ETA, влизаща в състава на Swatch Group, е основен доставчик на механизми за механични и кварцови часовници, пускани от други швейцарски и европейски производители (TAG Heuer, Eterna, Oris, Panerai).
В началото на декември 2007 г. е обявено създаването на стратегически алианс между Swatch Group и американския производител на луксозни стоки Tiffany & Co. В съответствие със споразумението, сключено за срок от 20 години, съвместната двустранна компания получава правото да произвежда часовници под марката Tiffany.
През 2015 г. Swatch Group представя умен часовник Swatch Touch Zero One.

### Финансови показатели
Броят на персонала е около 36 хил. души. Приходите на Swatch Group през 2019 г. възлизат на 8,243 млрд. шв. франка. Към края на 2016 г. собственият капитал на Swatch Group възлиза на 11,073 млрд. шв. франка, което е 84,5% от сумата на баланса.

## Flik Flak
Flik Flak е подразделение на компанията Swatch Group. За пръв път марката е пусната през 1987 г. и е лидер по продажба на часовници за деца. В разработката на тези часовници вземат участие психолози и детски възпитатели.
Както и Swatch, часовниците Flik Flak се произвеждат в Швейцария и преминават през същия контрол на качеството, както и всички основни марки на холдинга Swatch Group.